# Botrychium lunarioides
Botrychium lunarioides är en låsbräkenväxtart som först beskrevs av André Michaux, och fick sitt nu gällande namn av Olof Swartz. Botrychium lunarioides ingår i släktet låsbräknar, och familjen låsbräkenväxter. Inga underarter finns listade i Catalogue of Life.